# Théorème AF+BG
En mathématiques, le théorème AF+BG est un résultat de géométrie algébrique établi par Max Noether, qui décrit sous quelles conditions l'équation d'une courbe algébrique du plan projectif complexe peut s'écrire en termes des équations de deux autres courbes algébriques.
Ce théorème est un analogue, pour les polynômes homogènes, de l'identité de Bézout, laquelle assure qu'un entier relatif h s'écrit comme somme de multiples de deux autres entiers f et g si et seulement si h est un multiple du PGCD de f et g. La condition AF+BG exprime, en termes de diviseurs (ensembles de points, avec multiplicités), une condition similaire sous laquelle un polynôme homogène H peut s'écrire comme somme de deux multiples polynomiaux de deux autres polynômes homogènes F et G.

## Énoncé
Soient F, G et H des polynômes homogènes en trois variables, tels que les entiers a = deg H − deg F et b = deg H − deg G soient positifs. L'ensemble des zéros de chacun de ces trois polynômes est une courbe algébrique du plan projectif P2. Supposons que les courbes déterminées par F et G n'ont pas de composante irréductible commune, c'est-à-dire que leur intersection est finie. Pour chaque point P de cette intersection, F et G engendrent un idéal (F, G)P de l'anneau local de P2 en P (c'est-à-dire de la fibre en P du faisceau structural) ; on suppose que H appartient à tous ces (F, G)P. Alors, il existe des polynômes homogènes A et B, de degrés respectifs a et b, tels que H = AF + BG. De plus, A est unique à un multiple de G près et B est unique à un multiple de F près.